# Luc Robitaille
Vous lisez un « bon article » labellisé en 2011.
Pour les articles homonymes, voir Robitaille.
Temple de la renommée : 2009
Luc Jean-Marie Robitaille (né le 17 février 1966 à Montréal, dans la province de Québec au Canada) est un joueur professionnel canadien de hockey sur glace qui évoluait au poste d'ailier gauche. Il est repêché dans la Ligue nationale de hockey (LNH) au neuvième tour, 171e rang au total par les Kings de Los Angeles en 1984. Il joue 19 saisons dans la LNH, la majorité de sa carrière avec les Kings avec deux retours dans cette équipe. Il a également joué avec les Penguins de Pittsburgh, les Rangers de New York et les Red Wings de Détroit, équipe avec laquelle il remporte la coupe Stanley en 2002.
En 2006, il devient le président des Lancers d'Omaha dans l'United States Hockey League, ligue junior aux États-Unis. En 2009, Robitaille est intronisé au Temple de la renommée du hockey, un des plus grands honneurs que peut recevoir un joueur de hockey.
Après avoir été le président des opérations des Kings depuis 2007, il devient le président de l'équipe en 2017.

## Biographie

### Débuts en carrière junior

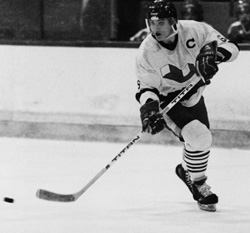
Mario Lemieux, joueur des Voisins de Laval, meilleur pointeur de la saison 1983-1984 et premier joueur sélectionné au repêchage de 1984 de la LNH par les Penguins de Pittsburgh.

Luc Robitaille est né le 17 février 1966 à Montréal, la métropole du Québec. Il est le quatrième joueur choisi dans la séance de repêchage midget de 1983 dans la Ligue de hockey junior majeur du Québec (également désignée par le sigle LHJMQ)  par les Olympiques de Hull.
Il commence sa carrière junior avec les Olympiques en 1983-1984 et totalise 85 points à la fin de la saison régulière quand Mario Lemieux, joueur des Voisins de Laval, réalise le record de la LHJMQ du plus grand nombre de points en une saison avec 282 points. L'équipe de Hull est éliminée de la course aux séries éliminatoires en finissant à l'avant-dernière place du classement général. Robitaille participe au repêchage d'entrée de 1984 de la Ligue nationale de hockey et est sélectionné en neuvième ronde, le 171e joueur, par les Kings de Los Angeles.
En 64 parties, le joueur des Olympiques totalise 55 buts et 93 passes décisives pour 148 points ; il se classe alors troisième meilleur pointeur de la ligue la saison suivante. Deuxièmes de la division Lebel, les Olympiques se qualifient pour les séries éliminatoires, mais s'inclinent en cinq rencontres face aux Canadiens junior de Verdun dès le premier tour. Robitaille est sélectionné dans la deuxième équipe d'étoiles de la LHJMQ.
La saison 1985-1986, la troisième et dernière saison de Robitaille avec les juniors, est sa meilleure saison alors qu'il termine meilleur pointeur de la LHJMQ avec 191 points dont 68 buts et 123 passes. En décembre 1985, Robitaille prend part au championnat du monde junior de 1986 avec l'équipe du Canada. La formule utilisée est celle du round-robin et le Canada termine le championnat à la deuxième place avec une fiche de cinq victoires et deux défaites. Les médaillés d'or, les Soviétiques, récoltent une fiche parfaite de sept victoires et aucune défaite.
De retour dans la LHJMQ, Robitaille et les Olympiques finissent en tête du classement et après avoir passé les deux rondes des séries, ils gagnent la finale 5 matchs à 0 contre les Voltigeurs de Drummondville alors que Robitaille marque 44 points en 15 parties. Ils remportent la Coupe du président et reçoivent le droit de jouer la coupe Memorial 1986. Après avoir atteint la finale du tournoi, ils perdent 6-2 contre les Platers de Guelph. Malgré cette défaite, Robitaille est le meilleur joueur de la Ligue canadienne de hockey et il reçoit le trophée Guy-Lafleur remis au joueur le plus utile des séries, honneur qu'il partage avec son coéquipier, Sylvain Côté. Le Québécois fait également partie de la première équipe d'étoiles de la LHJMQ.

### Les Kings de Los Angeles

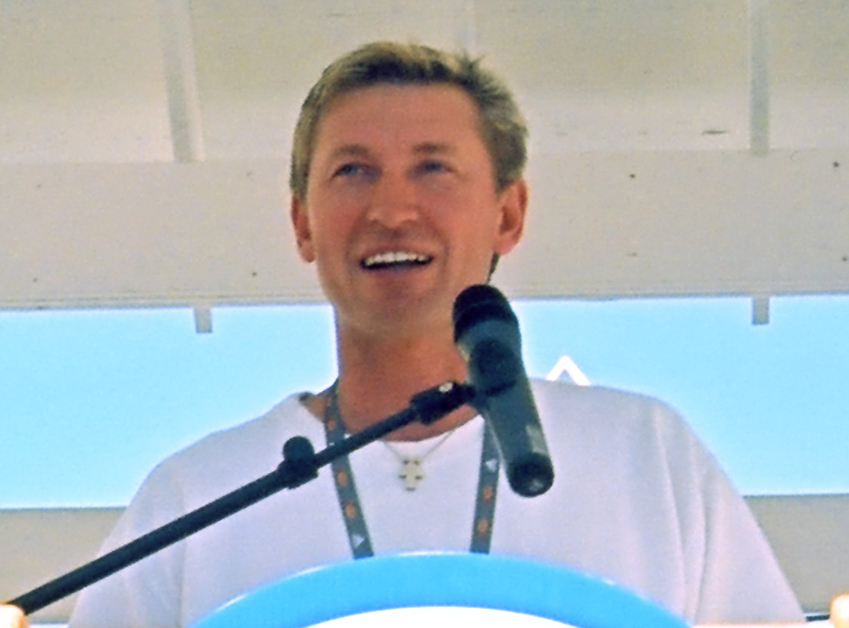
Wayne Gretzky arrive avec les Kings en 1988-1989.

Après sa brillante saison dans la LHJMQ, il entreprend sa première saison professionnelle avec les Kings lors de la saison 1986-1987 dans la LNH afin d'aider l'équipe à se qualifier pour les séries ; l'équipe a en effet été éliminée de la course aux séries la saison passée avec de mauvais résultats. Le 9 décembre, il réalise le premier tour du chapeau de sa carrière en marquant trois buts lors du même match contre les Islanders de New York ; c'est le 90e tour du chapeau dans l'histoire des Kings. Il aide ainsi les Kings à remporter une place en séries et termine meilleur buteur et pointeur de l'équipe avec 45 buts et 84 points. Malgré tout, les Kings sont battus en cinq rencontres par les Oilers d'Edmonton de Wayne Gretzky et Jari Kurri lors de la première ronde. En démontrant ses qualités durant sa première saison, Robitaille se voit remettre le trophée Calder qui est remis à la meilleure recrue de la saison. Il est sélectionné dans la deuxième équipe d'étoiles de la LNH et dans l'équipe des recrues.
Lors de la saison 1987-1988, Robitaille réalise une saison avec plus de 50 buts et 100 points. Avec 111 points, il est encore le meilleur pointeur des Kings et il est cinquième dans la LNH derrière Mario Lemieux, Gretzky, Denis Savard et Dale Hawerchuk. Au cours des séries éliminatoires, les Kings sont encore éliminés en cinq rencontres, mais cette fois-ci par les Flames de Calgary.

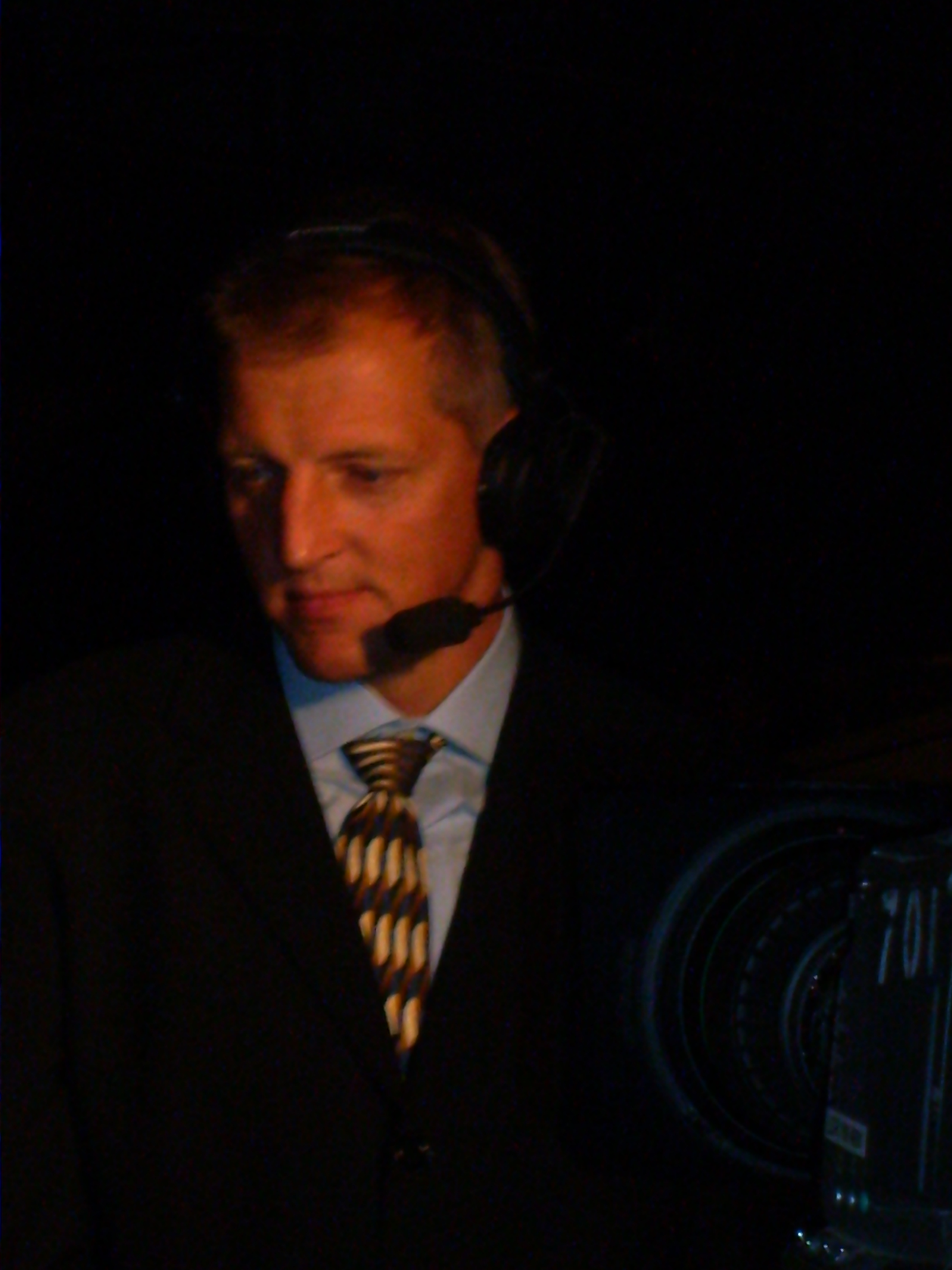
Tomas Sandström joue aux côtés de Robitaille avec les Kings entre 1989 et 1994 puis une saison avec les Penguins en 1994-1995.

La saison suivante, les Kings voient l'arrivée de Gretzky, considéré comme le plus grand joueur dans l'histoire de la LNH. Troisième pointeur de l'équipe, Robitaille termine la saison avec 98 points derrière Bernie Nicholls, deuxième avec 150 points, et Gretzky premier avec 168 points. Deuxièmes de la division Smythe, les Kings éliminent les Oilers d'Edmonton, mais sont éliminés en quatre parties par les Flames au deuxième tour.
Lors de la saison 1989-1990, Robitaille est le meilleur buteur des Kings avec 52 buts alors que le meilleur passeur et pointeur est Gretzky qui totalise 102 aides et 142 points ; l'équipe ne parvient que de justesse à se qualifier pour les séries avec une quatrième place dans la division Smythe derrière les Flames, les Oilers et les Jets de Winnipeg. En séries, les Kings sont opposés à leurs tombeurs de la saison passée, Calgary, et ils ont besoin de six matchs pour éliminer l'équipe des Flames. Robitaille et les Kings rencontrent au tour suivant une autre équipe de l'Alberta, les Oilers ; ces derniers ne font qu'une bouchée des Kings en remportant les quatre matchs de la série 7-0, 6-1, 5-4 et 6-5.
La saison suivante, les Kings remportent le premier titre de division de leur histoire avec 102 points, leur deuxième plus haut total après avoir marqué 105 points en 1974-1975. C'est la première fois en dix ans qu'une équipe autre que celles de l'Alberta – les Flames de Calgary ou les Oilers d'Edmonton – remporte la première place de la division. Avec 46 victoires, ils connaissent leur meilleur total de leur histoire. et terminent à la deuxième place du classement de la LNH, quatre points derrière les Blackhawks de Chicago. À titre personnel, Robitaille est le meilleur buteur des Kings avec Tomas Sandström, tous les deux comptant chacun 45 buts et Gretzky est encore le meilleur passeur et pointeur de l'équipe. Lors des séries, les Kings jouent au premier tour contre les derniers qualifiés de la division Smythe mais ils ont du mal à éliminer les Canucks de Vancouver, six matchs sont nécessaires. L'équipe de Robitaille chute au deuxième tour contre les inévitables Oilers avec quatre des six matchs joués en prolongation.
Avant le début de la saison 1991-1992, Robitaille prend part à la Coupe Canada 1991. Le Canada remporte la médaille d'or en battant l'équipe des États-Unis deux matchs à zéro avec des scores de 4-1 et 4-2, les 14 et 16 septembre. Au cours de la saison qui suit, le Québécois termine encore meilleur buteur de l'équipe avec 44 réalisations. Les Kings jouent les séries éliminatoires mais sont éliminés pour une troisième année de suite par les Oilers.
Lors de la saison 1992-1993, Robitaille joue l'intégralité des 84 matchs et réalise son record personnel en terminant meilleur pointeur de l'équipe avec 125 points ; il profite alors de l'absence partielle de Gretzky qui ne joue que 45 matchs en raison de douleurs au dos. Cette absence lui permet aussi d'endosser le rôle de leader et il est nommé capitaine de l'équipe pour les 39 premiers matchs de la saison,. Avec ses 63 buts, il détient le record du plus grand nombre de buts pour un ailier gauche, et il est également meilleur passeur des siens avec 62 aides. Les Kings terminent troisièmes de leur division avec 88 points et sont qualifiés pour les séries éliminatoires. Robitaille et l'équipe de Los Angeles éliminent tour à tour les Flames et les Canucks de Vancouver en six matchs avant de battre les Maple Leafs de Toronto en sept matchs pour atteindre la première finale de la Coupe Stanley de leur histoire. Ils jouent alors contre les Canadiens de Montréal. Malgré une victoire lors de la première date, les Kings s'inclinent par la suite lors des quatre matchs suivants et voient la coupe leur échapper.
En 1993-1994, Robitaille finit la saison avec 86 points et avec 44 filets, il réalise sa huitième saison consécutive avec plus de 40 buts ; c'est la troisième plus longue série de saisons de 40 buts après Gretzky et Mike Bossy. Cinquièmes de la division Pacifique, les Kings ne parviennent pas à se qualifier pour les séries et Robitaille rate pour la première fois de sa carrière les séries éliminatoires. Il rejoint alors le Canada pour jouer le championnat du monde 1994. Après avoir battu la République tchèque en quart de finale et la Suède en demi-finale, le Canada remporte la victoire contre la Finlande grâce à un but de Robitaille en fusillade.

### Passage dans l'Atlantique
Le 29 juillet 1994, Robitaille est échangé aux Penguins de Pittsburgh en retour de Rick Tocchet et d'un choix de deuxième ronde au repêchage de 1995 (Pavel Rosa). La saison 1994-1995 est écourtée par une grève et seulement 48 matchs sont joués. Le joueur vedette des Penguins, Mario Lemieux, est absent pour toute la saison, préférant prendre une année sabbatique et est remplacé par Ron Francis dans le rôle de capitaine. Le 16 février, contre les Whalers de Hartford, Robitaille effectue un tour du chapeau et marque même quatre buts pendant le match. Il termine quatrième meilleur pointeur des Penguins avec 42 points derrière Jaromír Jágr, Francis et Tomas Sandström. Après avoir éliminé les Capitals de Washington, les Penguins s'inclinent en cinq parties face aux Devils du New Jersey, les futurs vainqueurs de la Coupe Stanley.
Après cette saison à Pittsburgh, il est échangé début septembre 1995 aux Rangers de New York avec Ulf Samuelsson en retour de Petr Nedvěd et de Sergueï Zoubov. Pour la première fois de sa carrière, Robitaille totalise en fin de saison plus de minutes de pénalité (80) que de points (69). Il termine alors quatrième pointeur des Rangers derrière Pat Verbeek, Brian Leetch et Mark Messier. Lors des séries éliminatoires, les Rangers éliminent les Canadiens de Montréal mais les Penguins, l'ancienne équipe de Robitaille, éliminent les Rangers en cinq rencontres.
Robitaille joue sa deuxième saison en 1996-1997 avec les Rangers et il retrouve Gretzky, son coéquipier avec les Kings. Robitaille joue 69 parties, totalisant 24 buts pour 48 points ; il termine sixième pointeur des Rangers alors que Gretzy a 97 points. Les Rangers font une nouvelle fois les séries éliminatoires et après avoir éliminé les Panthers de la Floride et les Devils du New Jersey, l'équipe de New York est éliminée en cinq rencontres par les Flyers de Philadelphie en finale de conférence.

### Le retour à Los Angeles

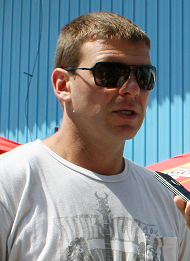
Jozef Stümpel, coéquipier de Robitaille avec les Kings entre 1997 et 2001.

Le 28 août 1997, le nouveau directeur général des Kings, Dave Taylor, fait l'acquisition de Robitaille en retour de Kevin Stevens. Robitaille ne joue que 57 parties de la saison 1997-1998 en raison d'une blessure et ne marque que 16 buts et 40 points pour se glisser au sixième rang des pointeurs des Kings ; Jozef Stümpel termine meilleur pointeur de l'équipe avec 79 points. L'équipe des Kings perd dès le premier tour des séries.
Robitaille joue l'intégralité de la saison suivante et le 7 janvier 1999, il marque le 500e but de sa carrière lors d'une victoire 4-2 contre les Sabres de Buffalo. Il est le sixième ailier gauche à réaliser cet exploit et il a marqué ce but à son 928e match dans la LNH devenant le douzième joueur le plus rapide à atteindre cette marque,. Malgré cette célébration, l'équipe des Kings ne font pas les séries éliminatoires
En 1999-2000, Robitaille termine meilleur buteur et pointeur de l'équipe avec 36 buts et 74 points ; Stümpel est le meilleur passeur avec 41 aides. Lors des séries, les Kings sont balayés en quatre matchs par les Red Wings de Détroit. Robitaille inscrit 37 buts et totalise 88 points en 82 parties pour aider les Kings à se qualifier pour les séries lors de la saison 2000-2001. Au premier tour, ils prennent leur revanche sur les Red Wings mais ils sont par la suite éliminés en sept matchs par l'Avalanche du Colorado, futur champion de la Coupe Stanley.

### Les Red Wings de Détroit et la coupe Stanley

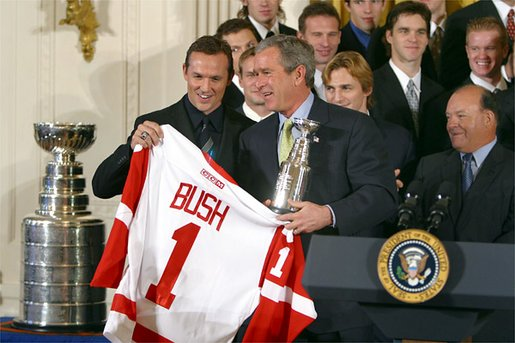
Le président George W. Bush accueillant, à la Maison-Blanche, l'équipe victorieuse en 2002.

Robitaille, toujours à la recherche d'une coupe Stanley, tente sa chance avec les Red Wings de Détroit, doubles vainqueurs de la coupe Stanley 1997 et 1998, en signant un contrat de deux ans au cours de l'été 2001. Brett Hull des Stars de Dallas et Dominik Hašek des Sabres de Buffalo commencent eux aussi la saison avec les Red Wings. L'équipe entraînée par Scotty Bowman compte dans ses rangs Steve Yzerman, Nicklas Lidström, Sergueï Fiodorov, Brendan Shanahan ou encore Chris Osgood.
Robitaille joue la quasi-totalité de la saison pour inscrire 20 buts et 50 points et termine cinquième pointeur des Red Wings alors que Shanahan termine meilleur pointeur avec 75 réalisations. Avec 51 victoires et 116 points, les Wings remportent le trophée des présidents remis à la meilleure équipe de la ligue. Lors des séries, alors que les Wings sont menés 2-0 dans la série contre les Canucks de Vancouver, Détroit remporte quatre matchs consécutifs pour se qualifier. Après avoir écarté les Blues de Saint-Louis 4 matchs à 1, ils éliminent en finale de conférence l'Avalanche du Colorado en sept matchs avec un blanchissage 7-0 de Hašek lors de la septième date.
Pour la deuxième fois de sa carrière, Robitaille joue la finale de la coupe Stanley ; les Red Wings rencontrent les Hurricanes de la Caroline et ont l'avantage de jouer les deux premières rencontres à domicile. Après une défaite 3-2 en prolongation par un but de Ron Francis lors du premier match, l'équipe de Détroit remporte la deuxième rencontre. Après deux victoires dans la Caroline du Nord, 3-2 en prolongation grâce à Igor Larionov et un blanchissage 3-0, Robitaille met enfin la main sur la Coupe Stanley après quinze saisons dans la LNH grâce à une victoire 3-1 au Joe Louis Arena, le domicile des Wings.
À la fin de cette même saison 2001-2002, la Ligue de hockey junior majeur du Québec met en place un nouveau trophée rendant hommage au Québécois : le trophée Luc-Robitaille qui récompense l'équipe qui a marqué le plus grand nombre de buts pendant la saison. Les premiers vainqueurs du trophée sont les Cataractes de Shawinigan et le Drakkar de Baie-Comeau qui comptent chacun 288 buts.
Robitaille joue une autre saison à Détroit mais il connaît une saison difficile avec seulement 11 buts pour 31 points. Lors des séries éliminatoires, les Wings se font balayer par les Mighty Ducks d'Anaheim en quatre matchs secs.

### Autre retour avec les Kings et fin de carrière
Alors que les Kings sont en reconstruction, Robitaille rejoint une nouvelle fois l'équipe de Los Angeles pour la saison 2003-2004. Le 9 mars 2004, il inscrit son 650e but dans la LNH dans une victoire 3-2 contre les Coyotes de Phoenix. Quelques jours plus tard, le 13 mars, il joue son 1 000e match avec le maillot des Kings au cours d'une défaite 3-1 contre les Sharks de San José. Avec 20 points de plus que la saison précédente, Robitaille finit sa saison avec 51 points. Malgré tout, les Kings sont éliminés de la course aux séries éliminatoires.
La saison 2004-2005 est annulée en raison d'un lock-out. Alors que plusieurs joueurs évoluent dans une autre ligue, Robitaille décide de prendre un an de repos d'avant d'attaquer la saison 2005-2006. Le 9 janvier 2006 contre les Thrashers d'Atlanta, Robitaille inscrit un tour du chapeau pour dépasser les 550 buts de Marcel Dionne et devenir le meilleur buteur de l'histoire des Kings. Le 11 avril, Robitaille, âgé de 40 ans, annonce sa retraite après dix-neuf saisons dans la LNH. Lors du dernier match à domicile des Kings, il est nommé capitaine en remplacement du capitaine habituel Mattias Norström, lors d'une victoire 2-1 en fusillade contre les Flames de Calgary. Robitaille joue le dernier match de sa carrière lors d'une victoire 4-0 sur la glace des Sharks. Il termine la dernière saison de sa carrière avec 24 points en 65 matchs sans avoir la chance de jouer une dernière fois les séries éliminatoires.

### Après-carrière
Le 6 juillet 2006, Robitaille est nommé président des Lancers d'Omaha dans l'United States Hockey League, ligue de hockey junior aux États-Unis. Il ne reste qu'une saison avec l'équipe d'Omaha avant que les Kings ne le nomment président des opérations affaires le 25 mai 2007.
Le 20 janvier 2007, le numéro 20 que Robitaille portait au cours de sa carrière est retiré par les Kings et élevé dans les chevrons de la patinoire de l'équipe, le Staples Center. Il est le cinquième joueur des Kings à être ainsi honoré après Rogatien Vachon, Marcel Dionne, Dave Taylor et Wayne Gretzky.
Le 23 juin 2009, dès sa première année d'éligibilité, Robitaille est intronisé au Temple de la renommée du hockey, un des plus grands honneurs que peut recevoir un joueur de hockey ; lors de cette session sont également honorés Steve Yzerman, Brett Hull, Brian Leetch ainsi que Lou Lamoriello en tant que bâtisseur. Robitaille devient alors le dixième joueur ayant évolué dans la LHJMQ à être admis au Temple de la renommée. Le 31 mars 2010, il reçoit la médaille d'honneur de l'Assemblée nationale du Québec.
Depuis qu'il a rejoint le personnel des Kings, il remporte deux fois la Coupe Stanley avec l'équipe, en 2012 et 2014.
Après avoir occupé durant 10 saisons le poste de président des opérations affaires avec les Kings, il est nommé président des Kings le 10 avril 2017.

## Vie privée
Robitaille est marié avec Stacia et ils ont ensemble un fils, Jesse (né le 2 juin 1995). Il est le beau-père de Steven R. McQueen (né le 13 juillet 1988) un des acteurs principaux de la série télévisée Vampire Diaries, et petit-fils de Steve McQueen (1930-1980).
Au cours de son unique saison avec les Penguins en 1994-1995, Robitaille joue dans le film Mort subite dans lequel il est l'unique joueur de la LNH à jouer son propre rôle. Il apparaît également dans la saison 4 de la série télévisée Bones au cours de l'épisode 13 et dans l'épisode 15 de la Saison 8 de How I Met Your Mother.

## Statistiques

### Statistiques en club
| Saison     | Équipe                 | Ligue      |       | Saison régulière | Saison régulière | Saison régulière | Saison régulière | Saison régulière |    | Séries éliminatoires | Séries éliminatoires | Séries éliminatoires | Séries éliminatoires | Séries éliminatoires |
| Saison     | Équipe                 | Ligue      | PJ    | B                | A                | Pts              | Pun              | PJ               | B  | A                    | Pts                  | Pun                  |                      |                      |
| 1982-1983  | Montréal-Bourassa      | QAAA       | 48    | 36               | 57               | 93               | 28               | -                | -  | -                    | -                    | -                    |                      |                      |
| 1983-1984  | Olympiques de Hull     | LHJMQ      | 70    | 32               | 53               | 85               | 50               | -                | -  | -                    | -                    | -                    |                      |                      |
| 1984-1985  | Olympiques de Hull     | LHJMQ      | 64    | 55               | 93               | 148              | 115              | 5                | 4  | 2                    | 6                    | 27                   |                      |                      |
| 1985-1986  | Olympiques de Hull     | LHJMQ      | 63    | 68               | 123              | 191              | 93               | 15               | 17 | 27                   | 44                   | 28                   |                      |                      |
| 1986-1987  | Kings de Los Angeles   | LNH        | 79    | 45               | 39               | 84               | 28               | 5                | 1  | 4                    | 5                    | 2                    |                      |                      |
| 1987-1988  | Kings de Los Angeles   | LNH        | 80    | 53               | 58               | 111              | 82               | 5                | 2  | 5                    | 7                    | 18                   |                      |                      |
| 1988-1989  | Kings de Los Angeles   | LNH        | 78    | 46               | 52               | 98               | 65               | 11               | 2  | 6                    | 8                    | 10                   |                      |                      |
| 1989-1990  | Kings de Los Angeles   | LNH        | 80    | 52               | 49               | 101              | 38               | 10               | 5  | 5                    | 10                   | 12                   |                      |                      |
| 1990-1991  | Kings de Los Angeles   | LNH        | 76    | 45               | 46               | 91               | 68               | 12               | 12 | 4                    | 16                   | 22                   |                      |                      |
| 1991-1992  | Kings de Los Angeles   | LNH        | 80    | 44               | 63               | 107              | 95               | 6                | 3  | 4                    | 7                    | 12                   |                      |                      |
| 1992-1993  | Kings de Los Angeles   | LNH        | 84    | 63               | 62               | 125              | 100              | 24               | 9  | 13                   | 22                   | 28                   |                      |                      |
| 1993-1994  | Kings de Los Angeles   | LNH        | 83    | 44               | 42               | 86               | 86               | -                | -  | -                    | -                    | -                    |                      |                      |
| 1994-1995  | Penguins de Pittsburgh | LNH        | 46    | 23               | 19               | 42               | 37               | 12               | 7  | 4                    | 11                   | 26                   |                      |                      |
| 1995-1996  | Rangers de New York    | LNH        | 77    | 23               | 46               | 69               | 80               | 11               | 1  | 5                    | 6                    | 8                    |                      |                      |
| 1996-1997  | Rangers de New York    | LNH        | 69    | 24               | 24               | 48               | 48               | 15               | 4  | 7                    | 11                   | 4                    |                      |                      |
| 1997-1998  | Kings de Los Angeles   | LNH        | 57    | 16               | 24               | 40               | 66               | 4                | 1  | 2                    | 3                    | 6                    |                      |                      |
| 1998-1999  | Kings de Los Angeles   | LNH        | 82    | 39               | 35               | 74               | 54               | -                | -  | -                    | -                    | -                    |                      |                      |
| 1999-2000  | Kings de Los Angeles   | LNH        | 71    | 36               | 38               | 74               | 68               | 4                | 2  | 2                    | 4                    | 6                    |                      |                      |
| 2000-2001  | Kings de Los Angeles   | LNH        | 82    | 37               | 51               | 88               | 66               | 13               | 4  | 3                    | 7                    | 10                   |                      |                      |
| 2001-2002  | Red Wings de Détroit   | LNH        | 81    | 30               | 20               | 50               | 38               | 23               | 4  | 5                    | 9                    | 10                   |                      |                      |
| 2002-2003  | Red Wings de Détroit   | LNH        | 81    | 11               | 20               | 31               | 50               | 4                | 1  | 0                    | 1                    | 0                    |                      |                      |
| 2003-2004  | Kings de Los Angeles   | LNH        | 80    | 22               | 29               | 51               | 56               | -                | -  | -                    | -                    | -                    |                      |                      |
| 2005-2006  | Kings de Los Angeles   | LNH        | 65    | 15               | 9                | 24               | 52               | -                | -  | -                    | -                    | -                    |                      |                      |
| Totaux LNH | Totaux LNH             | Totaux LNH | 1 431 | 668              | 726              | 1 394            | 1 177            | 159              | 58 | 69                   | 127                  | 174                  |                      |                      |

### Statistiques en équipe nationale
| Année | Équipe     | Compétition                 |   | PJ | B | A | Pts | Pun               |  | Résultat |
| 1986  | Canada U20 | Championnat du monde junior | 7 | 3  | 5 | 8 | 2   | Médaille d'argent |  |          |
| 1991  | Canada     | Coupe Canada                | 8 | 1  | 2 | 3 | 10  | Médaille d'or     |  |          |
| 1994  | Canada     | Championnat du monde        | 8 | 4  | 4 | 8 | 2   | Médaille d'or     |  |          |

## Trophées et honneurs personnels
- 1986 :
  - trophée Guy-Lafleur
  - meilleur joueur de la Ligue canadienne de hockey
- 1987 :
  - trophée Calder
  - nommé dans l'équipe d'étoiles des recrues de la LNH
- Participation à huit Matchs des étoiles - 1987, 1988, 1989, 1990, 1991, 1992, 1993, 1999, 2001
- 2002 - Coupe Stanley avec les Red Wings de Détroit
- 20 janvier 2006 - numéro 20 retiré par les Kings
- 4 avril 2007 - intronisé au Temple de la renommée de la Ligue de hockey junior majeur du Québec[89]
- 2009 - intronisé au Temple de la renommée du hockey
- 2012 - Coupe Stanley avec les Kings de Los Angeles en tant que président des opérations
- 2014 - Coupe Stanley avec les Kings de Los Angeles en tant que président des opérations
- 2017 : nommé parmi les 100 plus grands joueurs de la LNH à l'occasion du centenaire de la ligue[90]